# Диљана Гајтанђијева
Диљана Гајтанђијева (буг. Диляна Гайтанджиева; 7. децембар 1981) је бугарска истраживачка новинарка. Радила је за Нова телевизија и ТV7.

## Биографија
Диљана Гајтанђијева је рођена 7. децембра 1981. године у граду Јамболу. Дипломирао је телевизијско новинарство на Софијском универзитету „Св. Климент Охридски“.
2003. године почиње да ради као репортер Нова телевизија, а 2011. прелази на ТV7.
Дана 30. октобра 2013. године на ТV7 је емитован њен ауторски документарац о рату у Сирији – Црвена граница. Неколико дана касније добила је награду од Уније бугарских новинара.